# Jevon Balfour
Jevon Balfour (3 de diciembre de 1994), es un luchador canadiense de lucha libre. Participó en dos Campeonatos Mundiales, consiguiendo un 17.º puesto  en 2014. Quinto en Juegos Panamericanos de 2015. Obtuvo una medalla de plata en Campeonato Panamericano de 2015. Ganador de la medalla de plata en Juegos de la Mancomunidad de 2014.